# 万达
万达（1918年10月—2002年8月7日），河南林州人。1937年12月加入中国共产党，是中共第十一届、十二届中央委员。曾任中共益阳地委宣传部长；湖南省委农村工作部部长、常委、书记处书记；常德地委第一书记；湖南省革委会副主任；湖南省委常委、书记（当时设有第一书记）、第二书记、省人大常委会主任、省政协副主席、省纪委第一书记、省委政法委主任，省顾委主任等职。2002年8月7日在长沙病逝。